# Ikast Kommune
Ikast Kommune i Ringkøbing Amt blev dannet ved kommunalreformen i 1970. Ved strukturreformen i 2007 indgik den i 
Ikast-Brande Kommune sammen med Brande Kommune og Nørre Snede Kommune.

## Tidligere kommuner
Ikast Kommune blev dannet ved sammenlægning af 3 sognekommuner:
| Kommune   | Folketal 1. januar 1970 | Byer                       |
| --------- | ----------------------- | -------------------------- |
| Ikast     | 11.044                  | Ikast, Isenvad og Tulstrup |
| Bording   | 3.251                   | Bording                    |
| Engesvang | 2.007                   | Engesvang og Pårup         |
| I alt     | 16.302                  |                            |

Hertil kom 36 matrikler i Skovby, Gellerup Sogn, der ellers kom til Herning Kommune, og Kærshoved ejerlav i Vrads Sogn, der ellers kom til Them Kommune.

## Sogne
Ikast Kommune bestod af følgende sogne, alle fra Hammerum Herred undtagen Engesvang, der hørte til Hids Herred:
- Bording Sogn
- Engesvang Sogn
- Ikast Sogn
- Isenvad Sogn
- En mindre del af Ilskov Sogn med landsbyen Munklinde – resten med byen Ilskov ligger i Herning Kommune

## Borgmestre[5]
| Navn                    | Parti                       | Periode   |
| ----------------------- | --------------------------- | --------- |
| Ole Vestergaard Poulsen | Det Konservative Folkeparti | 1970-1978 |
| Thomas Poulsen          | Venstre                     | 1978-1990 |
| Kjeld Broberg Lind      | Venstre                     | 1990-2002 |
| Carsten Kissmeyer       | Venstre                     | 2002-2006 |